# شهرستان اینجه
شهرستان اینجه (به کره‌ای: 인제군) یا رینجه (به کره‌ای [معیار پیونگ‌یانگ]: 린제군) یک شهرستان در شمال‌شرق کره جنوبی (شرق شبه‌جزیره کره) است که در تابعیت استان گانگوون قرار دارد.
شهرستان اینجه ۱٬۶۴۶٫۳۶ کیلومتر مربع مساحت و ۳۱٬۱۳۱ نفر جمعیت دارد.
این شهرستان بر روی مرز با کره شمالی قرار داشته، و از زمان جنگ کره به این سو، یکی از مناطق تدارکاتی راهبردی ارتش کره جنوبی و قوای آمریکائی بوده است.

## تاریخ
در اوس سال ۱۸۹۶ میلادی، شهرستان اینجه، به شکل امروزی خویش، در تابعیت استان (تاریخی) گانگوون تاسیس شد.
در سال ۱۹۰۶ میلای، «قصبهٔ گیرین» از شهرستان چونچون به این شهرستان ضمیمه شد.
در آوریل سال ۱۹۱۴ میلادی، با ادغام و اصلاح مرزها، در تابعیت شهرستان اینجه، ۶ قصبه قرار داشت، شامل: «بوک (شمالی)»، «سوهوا»، «گونّه» [군내면]، «گیرین»، «نام (جنوبی)»، و «نِه» [내면].
در سال ۱۹۱۷ میلادی، «قصبهٔ گونّه» به «قصبهٔ اینجه» تغییر نام داد.
پس از استقلال کره از ژاپن در سال ۱۹۴۵ میلادی، این کشور به دو نیمه تقسیم شد. مرز بین دو کره در آن زمان، مدار ۳۸ درجه شمالی در نظر گرفته شده بود. این مدار از میان استان (تاریخی) گانگوون عبور می‌کند. در نتیجه استان گانگوون به نیمهٔ شمالی و نیمهٔ جنوبی تقسیم شد.شهرستان اینجه نیز به دو نیم تقسیم شد. بیشتر اراضی آن، منجمله مرکز اداری آن در «قصبهٔ اینجه» در شمال مدار و در تابعیت کره شمالی قرار گرفت.
بخش‌هایی از اراضی این شهرستان در جنوب این مدار قرار گرفتند، و در تبعیت استان (جنوبی) گانگوون قرار گرفتند؛ شامل: تمامی «قصبهٔ نِه»، روستاهای «اورون»، «بوپیونگ»، «جونجا»، «شین‌پونگ»، «گاپ»، و «گیمبو» از «قصبهٔ نام (جنوبی)»، روستاهای «بانگ‌دونگ»، «بوک (شمالی)»، «جین‌دونگ»، «سانگنام»، «سو (غربی)»، «هانام»، و «هیون» از «قصبهٔ گیرین»، و اراضی‌ای از روستای «وون‌ده» از «قصبهٔ اینجه».
«قصبهٔ نِه» بدون تغییری ضمیمهٔ شهرستان هونگ‌چون شد. سایر اراضی فوق الذکر با هم ادغام شده و به «قصبهٔ شین‌نام» [신남면] تغییر نام داده و در تابعیت شهرستان هونگ‌چون قرار گرفت.
بین سال‌های ۱۹۴۵ و ۱۹۵۲ میلادی (جنگ کره)، «شهرستان اینجه» در تابعیت کره شمالی باقی ماند. در طول جنگ کره، این شهرستان صحنهٔ نبرد بین طرفین بود، و در نتیجه تغییرات تقسیماتی اداری در کره شمالی بر روی آن اعمال نشد.
با پایان جنگ کره در سال ۱۹۵۳ میلادی و امضای آتش‌بس بین کره شمالی و ایالات متحده آمریکا، تقریبا تمامی اراضی شهرستان اینجه به تابعیت دولت کره جنوبی در آمد. در نتیجه، در نوامبر ۱۹۵۴ میلادی، این شهرستان، تحت مدیریت استان (جنوبی) گانگوون مجددا تاسیس شد. هم‌زمان با بازتاسیس شهرستان اینجه، «قصبهٔ شین‌نام» به قصبه‌های سابق خود مجددا تجزیه شده و با جدایی از شهرستان هونگ‌چون، مجددا ضمیمهٔ شهرستان اینجه شد.
«قصبهٔ نِه» بخشی از شهرستان هونگ‌چون باقی ماند.
«قصبهٔ هه‌آن» [해안면] که تا پیش از تقسیم کره، در تابعیت شهرستان یانگ‌گو قرار داشت نیز در تابعیت شهرستان اینجه قرار گرفت.
یک روستا که بر اساس ادعای کره جنوبی در تابعیت «قصبهٔ سوهوا» قرار دارد، در شمال مرز قرار گرفت، روستای «ایپو» [이포리]. این روستا در تابعیت شهرستان گومگانگ که در سال ۱۹۵۲ میلادی تأسیس شده بود، قرار گرفت. دو روستای دیگر نیز در نزدیکی مرز دو کره و منطقه غیرنظامی کره قرار گرفته و خالی از سکنه شدند، روستاهای «جانگ‌سونگ» و «سوهوی». این دو روستا منحل شده و اراضی آن به روستاهای مجاور واگذار شد.
در ژانویه سال ۱۹۶۳، «قصبهٔ هه‌آن» منحل شده و اراضی آن ضمیمهٔ «قصبهٔ سوهوا» شد.
در ژوئیه ۱۹۷۳ میلادی، روستاهای اراضی قصبهٔ سابق هه‌آن از «قصبهٔ سوهوا» در شهرستان اینجه جدا شده و به «قصبه دونگ (شرقی)» در شهرستان یانگ‌گو پیوستند. در تابعیت این قصبه، دفتر اداری شعبهٔ محلی هه‌آن برای این روستاها تشکیل شد.
در همان زمان، دو روستای سانگ‌سونه [상수내리] و هاسونه [하수내리] از  «قصبه نام (جنوبی)» شهرستان یانگ‌گو به «قصبه نام (جنوبی)» در شهرستان اینجه پیوستند. در عوض، از روستای «دومو» [두무리] «قصبه نام (جنوبی)» در شهرستان اینجه به «قصبه نام (جنوبی)» شهرستان یانگ‌گو پیوست.
در همان زمان، روستای «سوسان» [수산리] از «قصبهٔ بوکسان» در شهرستان چون‌سونگ (شهر چونچون) به  «قصبه نام (جنوبی)» در شهرستان اینجه پیوست. 
در همان زمان، روستای «میسان» [미산리] از «قصبهٔ نِه» شهرستان هونگ‌چون جدا شده و به «قصبهٔ گیرین» در شهرستان اینجه پیوست.
در ماه مه ۱۹۷۹ میلادی، «قصبه اینجه» به شهرک ارتقاء یافت. 
در ماه فوریه ۱۹۸۳ میلادی، با ادغام روستاهای «سانگ‌نام»، «هانام»، و «میسان» از «قصبهٔ گیرین»، و «گیمبو» از «قصبهٔ نام (جنوبی)»، «قصبهٔ سانگ‌نام» تأسیس شد.
در نوامبر سال ۲۰۱۲ میلای، دو روستایی که به تثبیت مرز میان دو کره در سال ۱۹۵۳ میلادی منحل شده بودند، روستاهای «جانگ‌سونگ» و «سوهوی»، دوباره اسماً تاسیس شدند.
در مارس ۲۰۱۷ میلادی، بخش‌هایی از روستای «گاپدون»  [갑둔리]، منجمله منطقهٔ مسکونی اصلی این روستا، به «سوچی» تغییر نام یافت. نام «گاپدون»‌ بر روی اراضی نزدیکتر به اراضی ممنوعهٔ حوالی پایگاه ارتش کره جنوبی باقی ماند.

## تقسیمات اداری
شهرستان اینجه به ۱ شهرک و ۵ قصبهٔ تابعه تقسیم شده است. در تابعیت این تقسیمات اداری، در مجموع ۴۴ عدد روستا وجود دارد. یک عدد روستای ادعائی نیز در خاک کره شمالی و در تابعیت شهرستان گومگانگ قرار دار.
|                  |                |        |                               |                               |                      |            |        |  |  |  |
| نام              | کره‌ای (هانگول) | هانجا  | برگردان لاتین (نظام اصلاح‌شده) | برگردان لاتین (مک‌کیون–ریشاور) | مساحت (کیلومتر مربع) | جمعیت-۲۰۲۵ | خانوار |  |  |  |
| شهرک اینجه       | 인제읍         | 麟蹄邑 | Inje-eup                      | Inje-ŭp                       | ۳۱۵٫۲۴               | ۱۰٬۳۷۹     | ۴٬۹۴۱  |  |  |  |
| قصبه بوک (شمالی) | 북면           | 北面   | Buk-myeon                     | Puk-myŏn                      | ۳۴۹٫۰۶               | ۷٬۶۶۴      | ۴٬۱۲۷  |  |  |  |
| قصبه سانگ‌نام     | 상남면         | 上南面 | Sangnam-myeon                 | Sangnam-myŏn                  | ۱۹۷٫۵۴               | ۲٬۰۳۳      | ۱٬۱۸۱  |  |  |  |
| قصبه سوهوا(۱)    | 서화면         | 瑞和面 | Seohwa-myeon                  | Sŏhwa-myŏn                    | ۲۶۵٫۳۷               | ۲٬۴۱۱      | ۱٬۴۴۱  |  |  |  |
| قصبه سوهوا(۱)    | 서화면         | 瑞和面 | Seohwa-myeon                  | Sŏhwa-myŏn                    | ‌ حدود ۴۰۰            | -          | -      |  |  |  |
| قصبه گیرین       | 기린면         | 麒麟面 | Girin-myeon                   | Kirin-myŏn                    | ۲۷۵٫۰۹               | ۴٬۹۵۲      | ۲٬۷۷۳  |  |  |  |
| قصبه نام (جنوبی) | 남면           | 南面   | Nam-myeon                     | Nam-myŏn                      | ۲۴۳٫۲۴               | ۳٬۶۹۲      | ۲٬۱۴۵  |  |  |  |

نکات
1. بخشی از اراضی ادعائی «قصبهٔ سوهوا» در شمال مرز و در کره شمالی قرار دارد. این اراضی شامل روستای «ایپو» [이포리] می‌باشند.

### لیست روستاها
شهرک اینجه
| - دوکجوک (덕적리، Deokjeok-ri) - دوکسان (덕산리، Deoksan-ri) - سانگ‌دونگ (상동리، Sangdong-ri) - گاری‌سان (가리산리، Garisan-ri) | - گائاری (가아리، Gaari-ri) - گوساری (고사리، Gosari-ri) - گوی‌دون (귀둔리، Gwidun-ri) - نام‌بوک (남북리، Nambuk-ri) | - وون‌ده (원대리، Wondae-ri) - هاپ‌گانگ (합강리، Hapgang-ri) - هاچو (하추리، Hachu-ri) |

قصبه بوک (شمالی)
| - وول‌هاک (월학리، Wolhak-ri) - وون‌تونگ (원통리، Wontong-ri) | - هان‌گیه (한계리، Hangye-ri) | - یونگده (용대리، Yongdae-ri) |

قصبه سانگ‌نام
| - سانگ‌نام (상남리، Sangnam-ri) - گیمبو (김부리، Gimbu-ri) | - میسان (미산리، Misan-ri) | - هانام (하남리، Hanam-ri) |

قصبه سوهوا
| - چوندو (천도리، Cheondo-ri) - سوهوا (서화리، Seohwa-ri) - ‌ سوهونگ (서흥리، Seohung-ri) | - سوهوی (서희리، Seohui-ri) - سیم‌جوک (심적리، Simjeok-ri) - گاجون (가전리، Gajeon-ri) | - جانگ‌سونگ (장승리، Jangseung-ri) |

(اراضی ادعائی در کره شمالی)
| - ایپو(이포리، Ipo-ri) |

قصبه گیرین
| - بانگ‌دونگ (방동리، Bangdong-ri) - بوک (شمالی) (북리، Buk-ri) | - جین‌دونگ (진동리، Jindong-ri) - ‌ سو (غربی) (서리، Seo-ri) | - هیون (현리، Hyeon-ri) |

قصبه نام (جنوبی)
| - اورون (어론리، Eoron-ri) - بوپیونگ (부평리، Bupyeong-ri) - جونگجا (정자리، Jeongja-ri) - سانگسونه (상수내리، Sangsunae-ri) - سوچی (소치리، Sochi-ri) | - سوسان (수산리، Susan-ri) - شین‌پونگ (신풍리، Sinpung-ri) - شین‌نام (신남리، Sinnam-ri) - شین‌وول (신월리، Sinwol-ri) - گاپدون (갑둔리، Gapdun-ri) | - گوانده (관대리، Gwandae-ri) - نام‌جون (남전리، Namjeon-ri) - هاسونه (하수내리، Hasunae-ri) |